# 正木退蔵

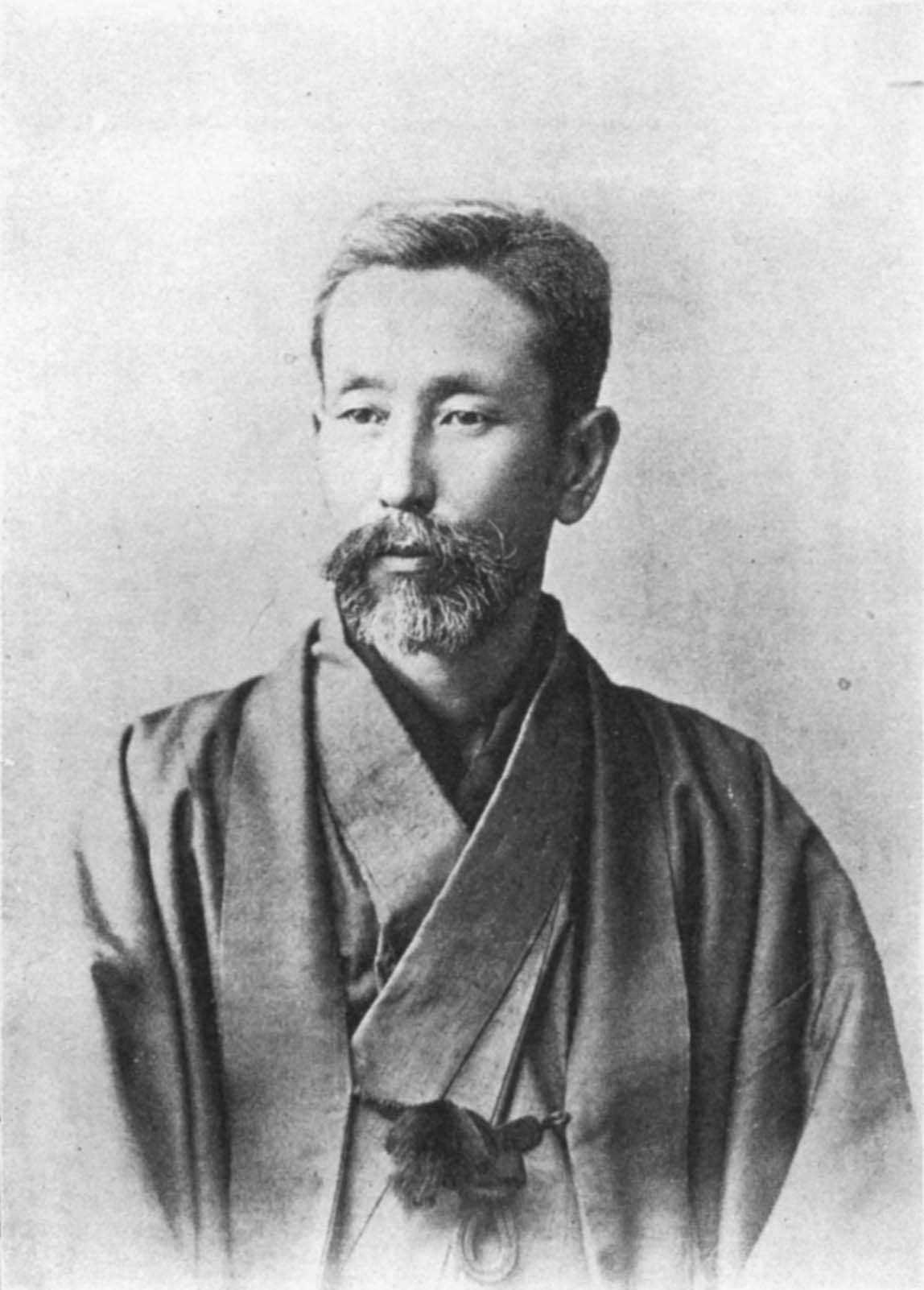
正木退蔵肖像

正木 退蔵（まさき たいぞう、弘化3年10月24日（1846年12月12日） - 1896年（明治29年）4月5日）は、明治時代の教育者、外交官。旧萩藩士で、維新後ロンドンに留学し、開成学校講師で化学を教えた。その後、同校留学生監督として再び渡英し、帰国後東京職工学校初代校長に就任、晩年は在ハワイ王国総領事を務めた。正五位勲六等。

## 生涯

### 長州藩
弘化3年（1846年）10月24日、長門国萩城外土原村渡り口筋で、萩藩大組士正木治右衛門の三男として生まれた。間もなく佐伯丹下の養子となったが、後に正木姓に復した。
安政5年（1858年）松下村塾で数ヶ月間吉田松陰に学んだ後、毛利元徳小姓として長州正義派に与し、大村益次郎の三兵学科塾で蘭学、兵学、三田尻海軍学校で英学を学んだ。

### 最初の渡英
1870年（明治3年）井上馨に従って東京に上り、1971年（明治4年）、大蔵卿となった井上馨により、造幣技術習得のため木戸正二郎と共にイギリスに派遣された。
イギリスでは、先に長州五傑が学んだロンドン大学ユニヴァーシティ・カレッジ・ロンドン化学教室に入り、教官チャールズ・グラハム宅に下宿しながら、アレキサンダー・ウィリアムソンに化学を学び、またロバート・ウィリアム・アトキンソンとも知り合った。1872年（明治5年）には岩倉使節団を迎え、私的に面会した。
1874年（明治7年）春帰国し、開成学校教授補として、同年教授として招聘されたアトキンソンを補佐し、化学を講義した。1875年（明治8年）10月病気が悪化し、生死を彷徨ったが、テオドール・ホフマンの尽力で快復した。

### 二度目の渡英
1876年（明治9年）6月、開成学校のイギリス留学生監督として、穂積陳重、岡村輝彦、向坂兌、桜井錠二、杉浦重剛、関谷清景、増田礼作、谷口直貞、山口半六、沖野忠雄の計10名を引率し、アメリカ合衆国経由で再びロンドンに渡った。現地からは文部省に留学生の就学状況を報告し、また『教育雑誌』に最新の教育事情を伝えた。
また、お雇い外国人の周旋も任務の一つであり、1878年（明治11年）夏、エディンバラ大学フリーミング・ジェンキン宅で物理学者ジェームズ・アルフレッド・ユーイングを紹介され、東京大学に招聘した。また、この場にはロバート・ルイス・スティーヴンソンも同席していたが、退蔵による吉田松陰の話に感銘を受け、後に伝記Yoshida-Torajiroを著している。

### 東京職工学校
1881年（明治14年）、九鬼隆一によって日本に呼び戻され、9月27日、創立間もない東京職工学校校長に就任した。学則改正、煉瓦校舎建設、学生募集に当たった後、化学工芸科実験工場を設立、ドイツ人化学者ゴットフリード・ワグネルを招聘し、また地方へ出張して染物、焼物の調査を行った。
1882年（明治15年）、大蔵省造幣寮に勤務していた次兄林武造が海外出張先で客死したため、1884年（明治17年）8月、武造の遺児タケ、ヒデを養女とし、9月には先妻クリと入籍した。

### ハワイ領事
1890年（明治23年）4月16日、ハワイ王国領事に就任、5月9日移民船山城丸でホノルルに着任した。ホノルルでは、日本人移民の賃金調停や本国送金の事務に当たったが、1891年（明治24年）横浜正金銀行ホノルル支店を開設させ、これまでサンフランシスコ支店経由だった事務を簡略化した。
1893年（明治26年）1月ホノルル駐在を解かれ、3月公職から離れ、1896年（明治29年）4月5日死去した。墓所は染井霊園。

## 官歴
- 1890年（明治23年）3月3日 公使館書記官兼外務省参事官[6]
- 1890年（明治23年）4月16日 領事[7]
- 1890年（明治23年）11月1日 領事兼外交事務官[8]
- 1891年（明治24年）6月26日 総領事兼外交事務官[9]
- 1893年（明治26年）1月13日 ホノルル駐在免官[10]
- 1893年（明治26年）3月28日 依願免本官並兼官[11]

## 栄典
- 1886年（明治19年）7月8日 - 正六位[12]
- 1891年（明治24年）6月27日 - 勲六等瑞宝章[13]
- 1893年（明治26年）5月10日 - 正五位[14]

外国勲章佩用允許
- 1892年（明治25年）9月7日 - ハワイ王国王冠第二等勲章[15]

## 親族
- 従兄 木梨信一（衆議院議員）[16]

## 関連文献
- 藤井清久 「東京職工学校初代校長正木退蔵について」（『科学史研究』第11巻No.102、日本科学史学会、1972年6月、NAID 40018649849）
- 海原徹著 『松下村塾の明治維新 : 近代日本を支えた人びと』 ミネルヴァ書房、1999年2月、ISBN 978-4623029624